# Libofshë
Libofshë là một xã trong quận Fier thuộc hạt Fier, Albania. Dân số năm 2005 là 8294 người.